# او (شوارتسوالد)
او (شوارتسوالد) (به آلمانی: Au) یک شهر در آلمان است که در برایگاو-هخشوارتسوالد واقع شده‌است.